# 김동주 (기업인)
김동주(金東洲, 1947년 1월 30일 ~ )는 동해STF 대표이사이다.
함경남도 홍원군에서 태어났으며, 부산 경남고등학교, 서울대학교 전기공학과를 졸업하였다. 첫 직장으로 삼성 비서실에 입사하여, 삼성조선소 건립에 기여하였으며, 이후 국방과학연구소, 효성중공업, 효성물산 등에서 근무하였다. 이후, 창업을 하여 호산실업, 펜맨 등 대표이사를 지내오다 2012년도부터 동해STF의 대표이사로 재직하고 있다. 국내최초로 연어 가두리 연중양식에 성공하였으며, 나아가 아시아 최초로 연어 외해양식에 성공하였으며, 상업적으로 연어를 먼바다 수중에서 기르게 된 것은 세계에서 처음있는 일이다.